# Jelena Brajša
Jelena Brajša (* 18. August 1935 in Zagreb, Königreich Jugoslawien; † 5. November 2021 in Zagreb, Kroatien) war eine kroatische humanitäre Persönlichkeit. Die Person mit der längsten Dienstzeit in leitender Position in einer Institution in Kroatien. Von 1966 bis 2005 leitete sie über 39 Jahre lang die Caritas Zagreb. Genannt „Engel aus Zagreb“ und „Kroatische Mutter Teresa“ und „Mutter Kroatiens“ und von vielen Hilfesuchenden ganz einfach „Tante Jelena“.

## Biografie
Jelena Brajša wurde in Zagreb als jüngstes von 13 Kindern einer katholischen Juristenfamilie geboren. Im Jahr 1945 war ihr Vater Ćiril Brajša ein Verteidiger der Kirchenvertreter im politischen Prozess. Ab 1958 studierte sie Sozialarbeit und Katechismus in Wien. Sie kam als Putzfrau nach Wien. Sie studierte am Wiener Seminar für kirchliche Frauenberufe. Ihr Studium wurde durch den Wiener Kardinal Franz König ermöglicht, der ihr ein Stipendium und eine Unterkunft verschaffte. Sie bildete sich in Paris und Lourdes weiter. 1966 bot sie sich dem Erzbischof von Zagreb, Franjo Šeper, zum Dienst in der Kirche an, der ihr vorschlug, eine erneuerte Caritas oder eine Religionsunterrichtsvorlesung zu organisieren. Sie wählte die Caritas und war seit 1966 Direktorin der Caritas der Erzdiözese Zagreb. Sie wurde ständig wegen der Arbeit bei der Caritas bedroht. Bis zum Fall des Kommunismus galt die Kirchenhilfe als „illegale“ Arbeit.
Ihr Leben war geprägt von ihrer Arbeit mit Kindern. Maßgeblich wurde es durch das Ereignis am 29. Juni 1969 bestimmt, als eine schwangere Frau an die Tür der Caritas klopfte, und eine Woche später, am 8. Juli, als sie ein verlassenes Kind vor der Tür vorfand. Die Caritas Zagreb hat während ihrer Leitung rund 4300 Kinder betreut und hatte am Ende rund 260 Mitarbeiter, 33 Heime und Institutionen mit etwa 400 Kindern und 200 Erwachsenen. Unter ihrer Führung wuchs die Caritas zu einem der größten humanitären Nichtregierungsorganisationen in Kroatien und entwickelte eine Betreuung für verlassene Kinder, Behinderte, Alte, Kranke und sozial Benachteiligte. Nach Ausbruch des Kroatienkrieges sammelte sie Hilfe für die Opfer des Krieges.
Jelena Brajša kümmert sich beruflich und privat um verlassene Kinder. Sie adoptierte 6 Kinder, und nam sich weiterer Kinder an. Einige dieser Kinder waren behindert, beispielsweise blind. Das älteste Kind ist Tomislav Brajša, ein bekannter blinder kroatischer Musiker und Sänger. Ein weiteres Kind ist Tomi Brajša, der an den Paralympics in Tokio 2021 als Schwimmer teilnahm.
Sie war langjährige Präsidentin des Kroatischen Humanitären Netzwerks, Mitglied der Kroatischen Gesellschaft für Viktimologie und Herausgeberin von Betanija, einer Zeitschrift für Kranke.

## Filme
Der österreichische Regisseur Robert Neumüller drehte den Dokumentarfilm, produziert vom ORF, Jelena Brajsa, der Engel von Zagreb.

## Auszeichnungen
- 1992 Albert Schweitzer Medaille
- 1993 Preis der Stadt Zagreb[9] (Nagrada Grada Zagreba)
- 1993 Kurt-Waldheim-Friedenspreis für Konfliktlösung[10]
- 1999 „Person des Dialogs-Person des Jahres“, verliehen vom Kroatischen Akademischen Verband (priznanje „Osoba dijaloga-osoba godine“, dodijelila Hrvatska akademska udruga)
- 2000 Humanistin der Welt (Humanistica svijeta)
- Goldene Charta für Frieden und Humanismus, verliehen von der International League of Humanists (Zlatna povelju mira i humanizma, dodijelila Međunarodna liga humanista)